# 韓浩 (東漢)
韓浩（？—？），字元嗣，河內（郡治在今河南省焦作市境内）人，東漢末年三国時期曹操手下的將領。

## 生平
東漢末年，天下大亂，因韓浩的鄉縣周圍多山，所以賊寇特別多，韓浩便聚起群眾保衛鄉縣。後太守王匡辟他為從事，領兵到盟津拒董卓。當時他的舅父杜陽為河陰令，董卓要脅韓浩投靠，韓浩不從。之後，袁術知為人壯烈，任作騎都尉。曹操將領夏侯惇聞得其名，與他相見，大感驚奇，使韓浩領兵跟隨。當時曹操未能解決糧食問題，韩浩與枣祗等向曹操提议屯田制，曹操接納，遷他為護軍。
194年，呂布偷襲兗州，有一些呂布部隊的士兵來投誠夏侯惇，夏侯惇接見後，才知道根本是來綁架夏侯惇，軍中大亂。韓浩率兵到夏侯惇的營區，平定混亂後，到夏侯惇帳幕大罵綁匪：「你們這些人行兇叛逆，居然敢劫持大將軍，難道還想要活命？現在奉命討賊，難道會為了將軍的性命就屈服於你們？」韩浩哭著向夏侯惇道歉，說自己無法違背國法，並領兵攻擊綁匪。綁匪們嚇了一大跳，放了夏侯惇，叩頭謝罪，說只是想要拿一點小錢。韓浩完全不理會，大罵綁匪們，把他們一一斬殺了。事後曹操誇韓浩處理得當，還規定，以後凡是發生綁架事件，都不用顧及人質安危，全力攻擊綁匪就可以了。而後綁票的風氣因而停止。
官渡之戰後，袁家勢力被曹操一步步消滅，曹操追殺袁尚、袁熙至柳城，史渙認為深入遠道非萬全之計，想與韓浩一同諫阻，韓浩說：“今兵勢彊盛，威加四海，戰勝攻取，無不如志，不以此時遂除天下之患，將為後憂。且公神武，舉無遺策，吾與君為中軍主，不宜沮眾。”果然攻破柳城，改升為中護軍，置長史、司馬，掌管禁兵。
215年，曹操進攻漢中張魯，張魯投降。眾人認為韓浩的智略足以防守邊疆，可以留鎮漢中，統率諸軍。曹操說：“吾安可以無護軍？”于是帶他還都城。韓浩死後，曹操甚覺可惜。

## 特徵
韓浩之忠勇而為人所知，而且能冷靜分析事件。如夏侯惇劫持事件、柳城征伐對史渙的解釋都顯示其冷靜分析的頭腦。曹操對其重用有加。

## 家庭
- 杜陽，韓浩舅父，河陰令。
- 韓榮，韓浩無子，以韓榮為養子，后嗣爵

## 評價
曹操：“吾安可以無護軍？”
議者：“以浩智略足以綏邊。”
陳壽：“浩忠勇。”

## 演義中的韓浩
在博望坡之戰出場，被張飛打敗後走脫，之後沒有出場。長沙太守韓玄之弟(虛構)又用了同一名字，在漢中攻防戰中登場，為報韓玄之仇而與黃忠交手，結局被黃忠斬殺。